# Rudolf Gesellius
Rudolf Johan Heinrich Gesellius, född 28 januari 1875 i Helsingfors,, död 18 september 1938 i Stockholm, var en finländsk affärsman och donator. Han var bror till arkitekten Herman Gesellius.
Gesellius övertog 1909 sin fars grosshandel i Helsingfors och drev med framgång familjeföretaget till 1935 då han avvecklade det. Han gjorde även betydande vinster på börsen. Detta låg som grund för det filantropiska arbete som han tillsammans med sin hustru Emilie ägnade sig åt hela sitt liv. I början stödde de bland annat bekämpandet av tuberkulos, donerade till organisationer för blinda och handikappade, till ungdomsföreningar och barnhem och till Mathilda Wredes fond för frigivna fångar. Senare gick donationerna även till vetenskap, kultur, skolor och utbildning.
Gesellius var med om att ombilda Helsingfors handelsläroverk till handelshögskola. Han satt i högskolans direktion och stödde verksamheten med donationer och specialfonder. År 1929 tilldelades han titeln kommerseråd. Efter sin död efterlämnade han en förmögenhet och hans änka fortsatte välgörenhetsarbetet.
Till makarnas minne grundades 1941 Stiftelsen Emilie och Rudolf Gesellius fond för filantropiska och kulturella ändamål med ett startkapital på 4-5 miljoner mark. Emilie Gesellius hade därtill före sin död grundat den så kallade lilla stiftelsen, med ett startkapital på cirka 8 miljoner mark.